# Олексій (Потульницький)
Олексі́й (Потульни́цький) (1897, Оринин, тепер Кам'янець-Подільський район — 1973, Сірак'юс, штат Нью-Йорк, США) — український священослужитель. Ректор пастирських курсів УАПЦ у Полтаві, викладав богослов'я та літургіку. Учасник Собору українських єпископів в Луцьку під час Другої світової війни.

## Життєпис
Закінчив Кам'янець-Подільську духовну семінарію, по тому юридичний факультет Київського університету.
1921 року висвячений на священника УАПЦ, був настоятелем парафій на Поділлі. В 1923—1929 — голова Кам'янець-Подільського церковного управління.
1929 року радянською владою засуджений до 10 років позбавлення волі.

Свято-Покровська церква, Полтава

1939 року відбув весь термін, по тому проживав на Полтавщині.
Наприкінці грудня 1941 року на зміну Церковній раді було створене обласне єпархіальне управління УАПЦ — Потульницький його організовував та очолив. Як протоієрей був настоятелем Покровської церкви в Полтаві, церковним хором керував Євген Григорович Тичина. Секретарем Єпархіального управління УАПЦ був Демид Бурко.
Був ректором пастирських курсів у Полтаві, викладав богослов'я та літургіку. За допомогою Українського Червоного Хреста зумів видати євангеліє та молитовник.
27 липня 1942 року на нараді, проведеній у Харкові митрополитом Харківським Феофілом, єпископом Переяславським Мстиславом, членами Харківського єпархіяльного управління та головою Полтавського єпархіяльного управління протоієреєм Олексієм Потульницьким, прийнято рішення «визнати, що парафії, підпорядковані Високопреосвященнішому Владиці Феофілу на терені Харківської, Полтавської, Сумської і Курської областей, становлять складову частину Української Православної Автокефальної Церкви на чолі з Адміністратором Архиєпископом Полікарпом».
У жовтні 1942 року бере участь у забороненому гітлерівцями Соборі українських єпископів в Луцьку. Заарештований нацистами наприкінці 1942 та засуджений до смертної кари. 1943 року звільнений, виїхав на малу батьківщину, служив священником у своєму селі.
1944 року емігрував на Захід, у 1950 — в США.